# Pagerungan Kecil
Die Insel Pagerungan Kecil (deutsch Klein-Pagerungan) gehört zu den indonesischen Pagerunganinseln und somit zu den Kangeaninseln.

## Geographie

### Überblick
Pagerungan Kecil bildet zusammen mit dem östlich gelegenen Pagerungan Besar (deutsch Groß-Pagerungan) die Pagerunganinseln. Sie befinden sich im Nordosten der Kangeanineln. Der gesamte Archipel liegt in der Balisee, nördlich der Insel Bali und nordöstlich von Java, zu dem die Kangeaninseln administrativ gehören. Pagerungan Kecil bildet ein administratives Dorf (Desa) des Distrikts (indonesisch Kecamatan) Sapeken im Regierungsbezirk (indonesisch Kabupaten) Sumenep der Provinz Ostjava (indonesisch Jawa Timur).
Der Großteil der Besiedlung der Insel liegt an der Westküste. Hier befinden sich auch die einzigen Öffnungen im Korallenriff, das ansonsten sie Insel umschließt. Pagerungan Kecil hat eine Fläche von 5,6 km².

### Klima
Das Klima ist tropisch und wird vom Monsun bestimmt. Die jährlichen Niederschläge liegen bei 1500 bis 2000 mm, die Lufttemperatur zwischen 22 und 33 °C. Die Wassertemperatur beträgt 26 bis 29 °C. Die Sichtweite unter Wasser im Meer reicht bis zu zwölf Meter.

### Fauna und Flora
Die Insel ist dicht mit Kokospalmen bewachsen.
2008 wurde in den Gewässern um die Inseln die Population von Seegurken untersucht. Gefunden wurden (sortiert nach der Häufigkeit) Holothuria hilla, Actinopyga lecanora, Stichopus horrens, Actinopyga mauritiana, Stichopus variegates, Holothuria fuscopunctata, Euapta godeffroyi, Holothuria impatiens, Weißgefleckte Seegurke (Holothuria leucospilota), Holothuria scabra und Gefleckte Wurmseegurke (Synapta maculata).

## Einwohner
Auf Pagerungan Kecil leben 5.232 Menschen (Volkszählung 2010) in etwa 800 Haushalten. Sie sind hauptsächlich Muslime.

## Geschichte

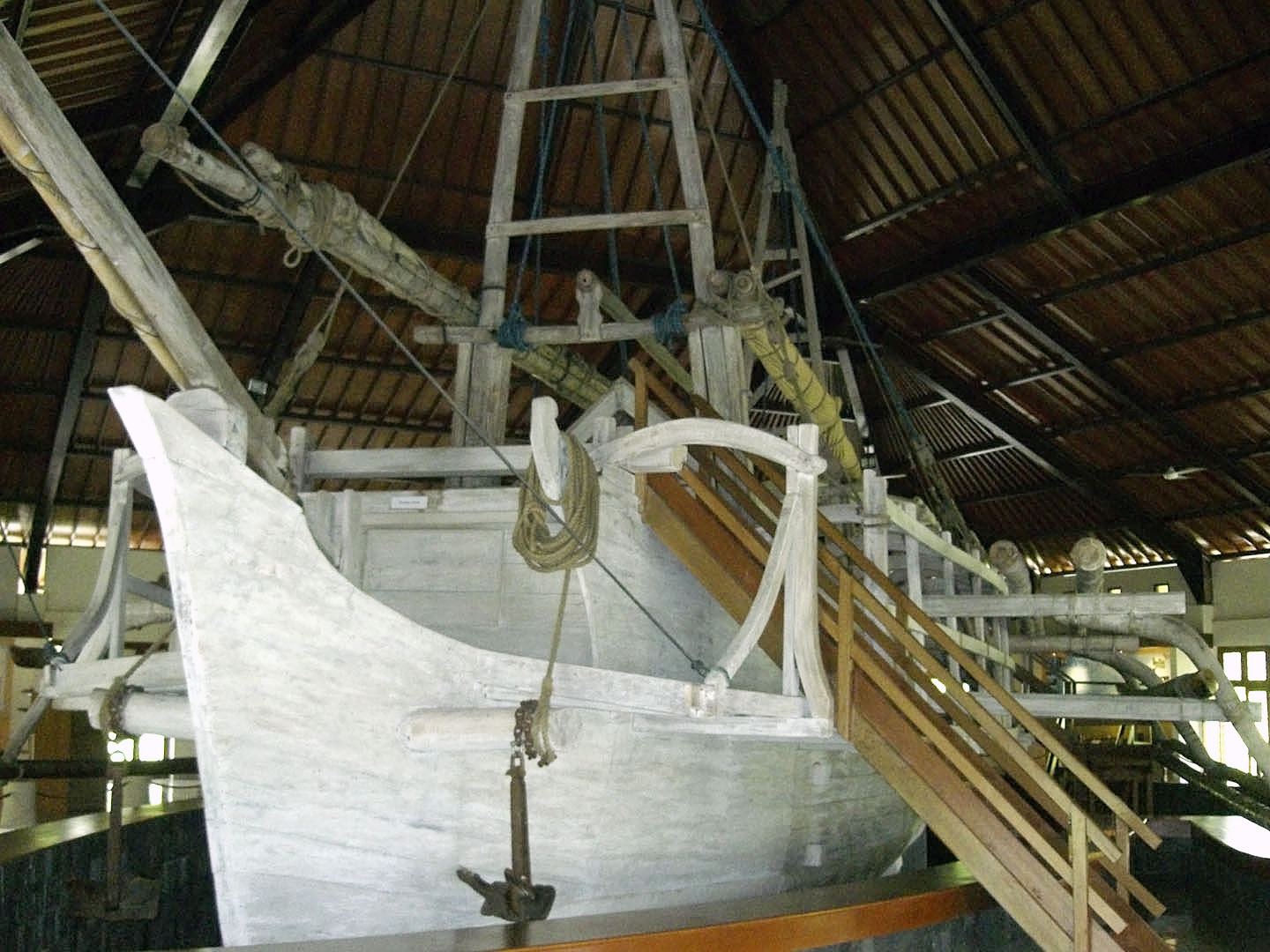
Die rekonstruierte Borobudur im Samudra Raksa Museum in Magelang

Die Insel wurde erst Anfang des 20. Jahrhunderts besiedelt.
Auf Pagerungan Kecil wurde die Samudraraksa gebaut, eine Rekonstruktion eines Borobudur, wie es im 8. Jahrhundert im Malaiischen Archipel verwendet wurde. Der Nachbau richtete sich nach Reliefs, die man im Tempel Borobudur auf Java fand. Mit diesem 19 Meter langen Segelboot segelte der Brite Philip Beale 2003/2004 von Tanjung Priok bis nach Accra in Ghana. Man wollte damit die Möglichkeit des Handels zwischen Südostasien und Westafrika belegen.